# Tomba del Triclini
La tomba del Triclini és una sepultura que data de l'any 480 ae, i fou construïda pels etruscs. És una de les més belles tombes, per les seues pintures magníficament conservades, de la civilització etrusca. Actualment la ubicació del monument funerari pertany al territori del Laci, a la província de Viterbo. L'any 1830 fou descoberta, als voltants de l'antiga ciutat etrusca de Tarquínia, una de les ciutats més importants d'Etrúria.
En aquesta sepultura hi ha pintures d'estil tardà arcaic; entre d'altres, hi ha una escenificació d'un banquet pintat al fresc amb colors suaus al mur del fons, i als laterals escenes de balls. L'artista Carlo Ruspi creà una reconstrucció dels frescs de la tomba, que actualment es conserva a la Ciutat del Vaticà.

## Galeria d'imatges

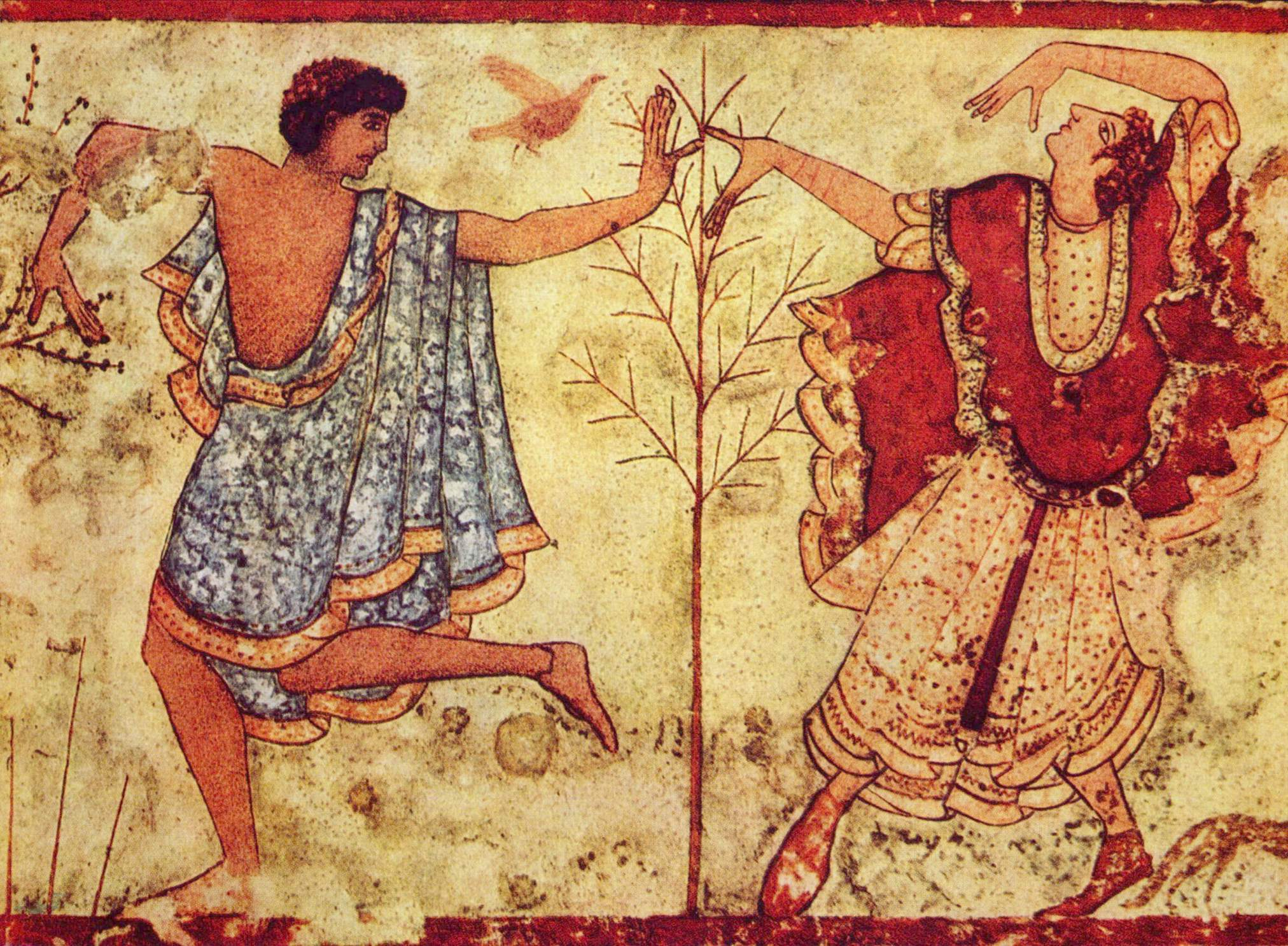
Pintura mural etrusca, que representa dues persones ballant, tomba del Triclini, Tarquínia, c. 480 ae
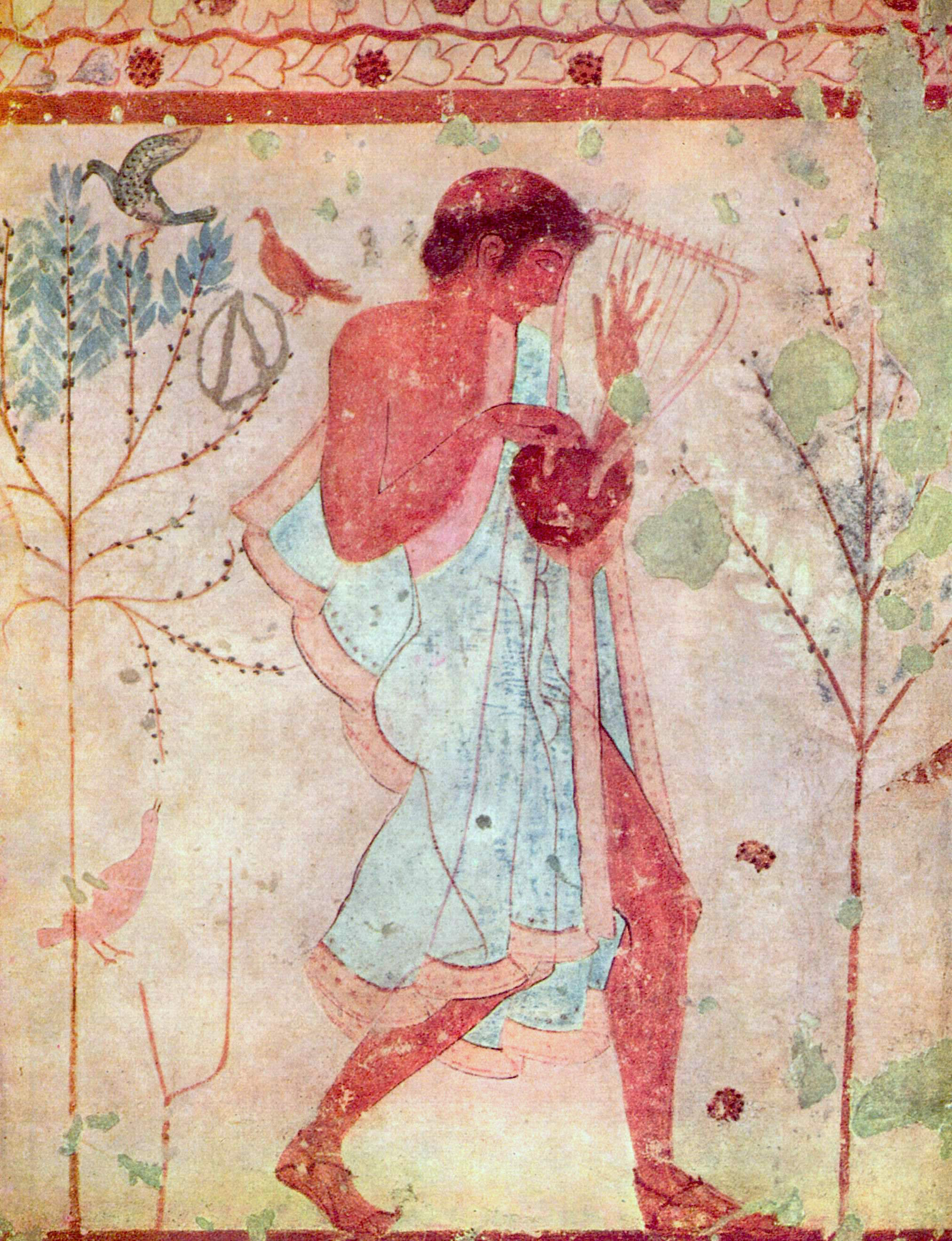
Pintura mural etrusca que representa un músic, tomba del Triclinio
Mapa de l'àrea d'influència de la civilització etrusca al 755 ae